# Tarkett
Tarkett ist ein französisches Unternehmen im Bereich Fußböden und Sportbeläge. Mit seiner Produktpalette, darunter Vinylboden, PVC-Boden, Linoleum, Teppich, Parkett, Laminat, Kunstrasen und Laufbahnen für Athleten, beliefert die Unternehmensgruppe Kunden in mehr als 100 Ländern weltweit über seine Marken Tarkett, Desso, Johnsonite, Tandus Centiva, Tarkett Sports, FieldTurf und Beynon. Tarkett beschäftigt 12.000 Mitarbeiter und verfügt über 35 Industrieanlagen. Das Unternehmen verkauft jeden Tag 1,3 Millionen Quadratmeter an Bodenbelägen für Krankenhäuser, Schulen, Wohnungen, Hotels, Büros, Geschäfte und Sportplätze.
Das operative Geschäft der Gruppe für die Länder Deutschland, Österreich und Schweiz wird von der Tarkett Holding GmbH in Ludwigshafen gelenkt. Der Sitz des Unternehmens ist in Paris.

## Geschichte

### Sommer-Allibert
1972 wurden Allibert, ein 1913 gegründetes Unternehmen, das sich zu Kunststoffprodukten für die Automobil- und Wohnungswirtschaft entwickelt hatte, und Sommer, ein 1880 gegründetes Unternehmen, das sich auf Boden- und Wandbeläge spezialisiert hatte, zu Sommer-Allibert zusammengeführt. Der damalige Allibert-CEO Bernard Deconinck entwarf die Fusion und leitete anschließend Sommer-Allibert.
Das in Nanterre ansässige Unternehmen wurde in den nächsten Jahren vor allem durch die Akquisition kleinerer Wettbewerber ausgebaut. Das Automobilgeschäft der Gruppe konzentrierte sich damals hauptsächlich auf Frankreich. Das Geschäft mit Boden- und Wandverkleidungen (insbesondere PVC-Verkleidungen) expandierte durch Europa, Nordamerika und Asien, darunter ein Joint Venture mit dem amerikanischen Hersteller Rubbermaid 1989 bis 1992.
1989 wurde Deconinck Chef einer Holding (im Besitz der Familie Deconinck) mit einem bedeutenden Anteil an Sommer-Allibert und die tägliche Geschäftsführung wurde auf Mark Assa übertragen.
In den 1990er Jahren versuchte das Unternehmen, seine Marktposition als Automobilzulieferer zu stärken. Es erhöhte seine Umsätze mit großen Herstellern wie Volkswagen, BMW, Ford, Nissan, Peugeot und Saab.
In Europa und in den Vereinigten Staaten wurden die Produktionsstätten für Autoteile ausgebaut.

### Tarkett AG

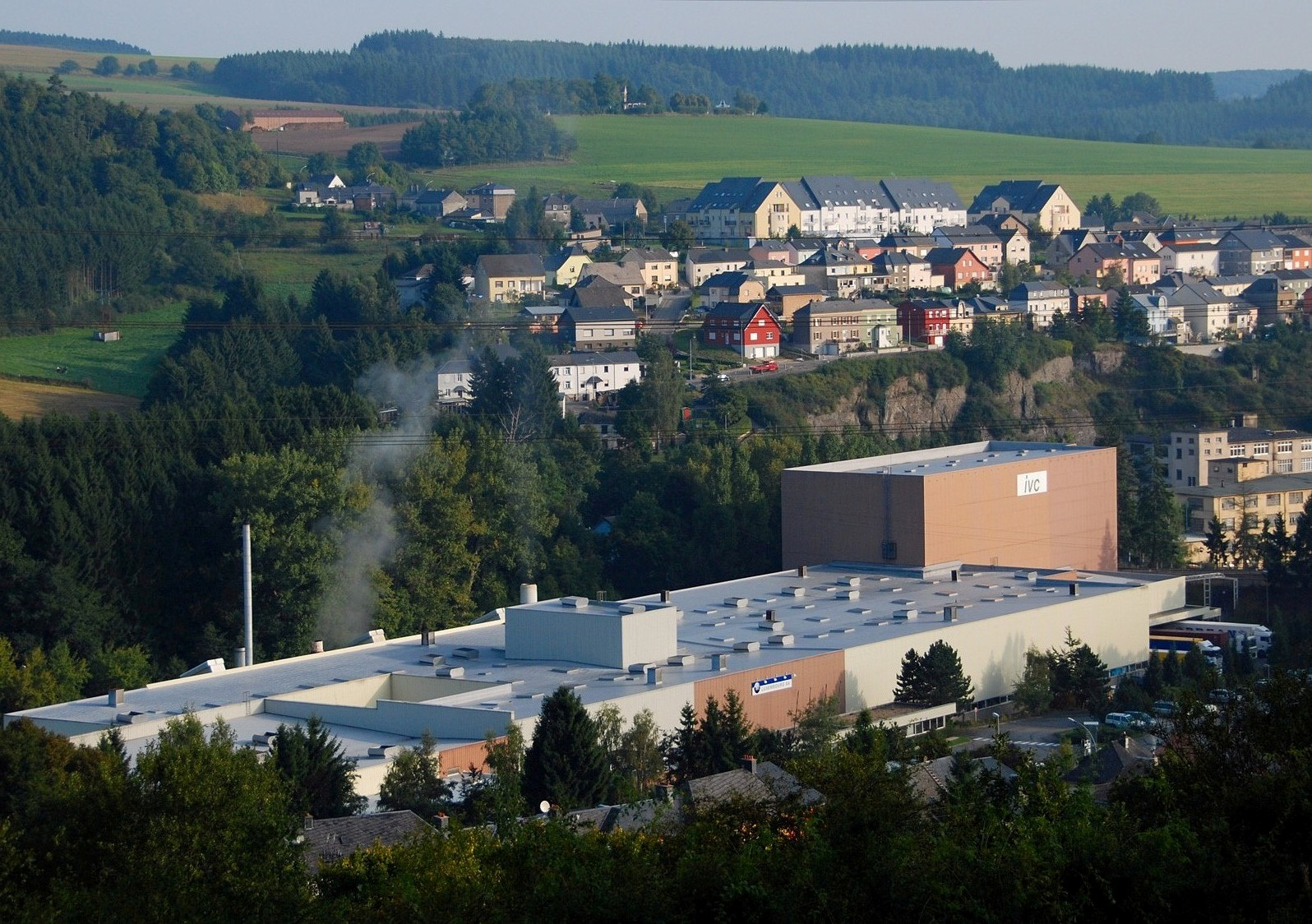
Ehemalige Fabrik der Tarkett AG in Luxemburg

Anders Martensson eröffnete 1885 eine Holzverarbeitungsanlage für Möbel in Malmö, Schweden. Im Jahr 1886 wurde es zu einem Unternehmen mit dem Namen Malmö Woodworking Factory (AB Malmö Snickerifabrik). 1889 übernahm der Investor R.F. Berg die Kontrolle. Er eröffnete ein zweites Werk in Limhamn und begann mit der Produktion von Holzfußböden, insbesondere Parkett. 1907 starb Berg und Ernst Wehtje kaufte das Unternehmen.
Nach verschiedenen Rückschlägen verkaufte Wehtje die meisten kleinen Betriebe des Unternehmens, konzentrierte sich in den 1920er Jahren fast ausschließlich auf die Holzfußbodenindustrie und benannte sie in Limhamns Snickerifabrik um. 1925 wurde das Unternehmen unter der Leitung von Hugo Wehtje wieder in Limhamns Golvindustri AB umbenannt. Die Produktion wurde von Limhamn nach Liljeholmen verlagert. 1938 führte das Unternehmen die Lindemann-Platte (eine gebrauchsfertige Parkettplatte) ein, die größer und damit kostengünstiger zu verlegen war als die bisherigen Kleinplatten. In den folgenden Jahren erwarb das Unternehmen Konkurrenten auf dem schwedischen Markt, trat in das Geschäft mit Laminatfußböden ein und führte 1946 einen Kunststoffersatz für Holzbeläge, bekannt als Tarkett, ein, der zu einem Verkaufserfolg wurde.
Unter der nächsten Führung, Urban Wehtje, begann das Unternehmen, ein internationales Netzwerk aufzubauen und diversifizierte seine Produktion von Holz- und Kunststoffbelägen für den Innenausbau. 
In den 1960er Jahren verkauften die Wehtjes einen bedeutenden Teil der Anteile des Unternehmens und 1967 wurde es an der schwedischen Börse als Tarkett notiert.
1970 wurde Tarkett von der Svenska Tändsticks AB übernommen (wiederum von Stora in den 1980er Jahren) und 1978 mit dem Teppichhersteller Aneplas fusioniert. Das Unternehmen setzte seine Expansion in Europa und Nordamerika fort. Ende der 1980er Jahre beschloss der damalige CEO Lars Wisén, es mit dem deutschen Rivalen Pegulan zu fusionieren, und der Hauptsitz wurde von Schweden nach Frankenthal Deutschland, verlegt. Die neue Gesellschaft, die aus der Fusion hervorging, hieß Tarkett-Pegulan (später Tarkett AG) und Wisén wurde deren CEO.
1994 verkaufte Stora die Gesellschaft an die Investmentunternehmen CWB Capital Partners und Goldman Sachs Investment Bank.

Früherer Tarkett Firmensitz in Nanterre, Frankreich

### Fusion von Sommer-Allibert und Tarkett AG
Ende der 90er Jahre traf Wisén Assa und überzeugte ihn davon, die Innenverkleidungsabteilung von Sommer-Allibert auf die Tarkett AG zu übertragen. Im Gegenzug würde Wisén Sommer-Allibert die Kontrolle über mindestens 50 % der Aktien der Tarkett AG von den Aktionären übernehmen. Die beiden Parteien stimmten dem Deal zu, welcher im Juni 1997 bekannt gegeben wurde. Sommer-Allibert sicherte sich im Oktober desselben Jahres über 60 % Anteile der Tarkett AG (seither im Besitz der Tarkett Sommer AG). Der Zusammenschluss war sowohl an der Pariser (über Sommer-Allibert S.A.) als auch an der Frankfurter Börse (über Tarkett AG) notiert. Wisén führte weiterhin das Innenverkleidungsgeschäft der Tarkett Sommer AG-Sommer-Allibert von Deutschland aus, wurde aber 1998 entlassen und die Kontrolle an die französische Zentrale übertragen. Im Jahr 2000 veräußerte Sommer-Allibert seinen Automobilbereich und verkaufte ihn an Faurecia. Faurecia erwarb auch die restlichen börsennotierten Aktien der Sommer-Allibert, die nicht mehr notiert waren. Im April 2002 gründete Tarkett-Sommer mit dem serbischen Hersteller Sintelon ein Joint-Venture-Unternehmen namens Takett-Sintelon.
Im Jahr 2003 begannen alle Unternehmensbereiche, den Handelsnamen Tarkett zu verwenden. Im Jahr 2004 schloss der Geschäftsbereich Tarkett Sports eine Allianz mit dem kanadischen Kunstrasenhersteller FieldTurf bevor er 2005 die Kontrolle darüber übernahm. 2006 wurde die Tarkett AG vollständig von Sommer-Allibert übernommen und ebenfalls von der Börse genommen. 2007 wurde die Investmentgesellschaft KKR zusammen mit der Familie Deconinck Miteigentümer. Im Jahr 2008 benannte sich Sommer-Allibert in Tarkett S.A. um. Im Jahr 2013 wurde das Unternehmen durch einen Börsengang wieder an die Börse gebracht, KKR verkaufte 25 % seiner Anteile, während die Deconincks über die Hälfte der Anteile hielten. Im Jahr 2015 wurde der Hauptsitz von Nanterre zur Tour Initiale in La Défense verlegt.
Desso, Hersteller von Objekt Teppichböden, wurde 2015 von Tarkett übernommen und als Traditionsmarke weitergeführt. Die Produktionsstätten befinden sich in Waalwijk, Niederlande, und Dendermonde, Belgien.

## Eigentümer
Die Aktionärsstruktur des Unternehmens stellt sich zum 31. Dezember 2024 wie folgt dar:
Konzert-Tarkett-Teilnahme*: 90,4 %
Streubesitz: 9,6 %
*Tarkett-Beteiligung, Société Investissement Deconinck, Expansion 17 SCA und Global Performance 17 S.CA. (die beiden letztgenannten gehören zur Wendel-Gruppe) und die mit der Familie Deconinck verbundenen Mitglieder des Aufsichtsrats der Gesellschaft handeln seit dem vereinfachten Übernahmeangebot für Tarkett-Aktien im Jahr 2021 gemeinsam.

## Tätigkeitsbereich
Tarkett produziert hauptsächlich Bodenbeläge für Wohnungsbau, Bildungswesen, Gesundheitswesen, Einzelhandels- und Gastronomieeinrichtungen sowie Sportstätten. Das Unternehmen verfügt über 36 Industriestandorte und ist in über 100 Ländern präsent. Zu den von Tarkett verwendeten Marken gehören Tarkett, Pegulan, Sommer, Febolit, Desso und andere.

## Zertifizierung
Im Juni 2013 erhielten Fiberfloor-Produkte die Zertifizierung Asthma- und Allergiefreundlich.
Das Unternehmen Tarkett wendet bei der Entwicklung und Herstellung seiner Produkte seit 2011 die Cradle-to-Cradle-Prinzipien an. Für die Marke Desso begann dieser Prozess bereits 2008. Neben Produkten mit Cradle-to-Cradle-Zertifikat wurden Bodenbeläge aus dem Hause Tarkett auch mit dem Umweltzeichen „Blauer Engel“ sowie dem Österreichischen Umweltzeichen ausgezeichnet. Die Tarkett Holding GmbH selbst ist heute ebenfalls FSC-zertifiziert, was eine durchgehende Produktkette (Produktkettenzertifizierung) gewährleisten soll.